# Galphimia brasiliensis
Galphimia brasiliensis är en tvåhjärtbladig växtart som först beskrevs av Carl von Linné, och fick sitt nu gällande namn av Adrien Henri Laurent de Jussieu. Galphimia brasiliensis ingår i släktet Galphimia och familjen Malpighiaceae. Inga underarter finns listade i Catalogue of Life.